# مقاطعة غينز (تكساس)
مقاطعة غينز (بالإنجليزية: Gaines  County)‏ هي إحدى المقاطعات في ولاية تكساس، الولايات المتحدة الأمريكية.

## أعلام
- باول باترسون